# مقاطعة دانيلز (مونتانا)
مقاطعة دانيلز (بالإنجليزية: Daniels County)‏ هي إحدى مقاطعات ولاية مونتانا في الولايات المتحدة الأمريكية.